# Lucius Caecilius Iucundus
Lucius Caecilius Iucundus var en affärsman och bankir som levde i den romerska staden Pompeji åren 20-62 e.Kr.. Lucius Caecilius Iucundus föddes omkring 14 e.Kr. och dog sannolikt den 5 februari 62. Hans hus existerar ännu idag och kan beses bland Pompejis ruiner.

## Biografi
Lucius Caecilius Iucundus föddes under kejsar Augustus regeringstid, som son till Lucius Caecilius Felix, en frigiven slav (latin: libertus) som också var bankir.
I femtioårsåldern var Iucundus en väl etablerad bankir och ombud för många Pompejibor från flera samhällsskikt. Flera av Pompejis elit finns bland hans listade transaktioner. Iucundus var en typ av bankir som kallades argentarius, vilket innebar att han var medlare i transaktioner mellan två personer och fick ränta på utlånade pengar.
Han hade minst två söner, Caecilius Iucundus Metellus och Quintus Caecilius Iucundus. Iucundus bröt mot det traditionella namngivningssystemet, och gav alla sina söner namn som indikerade en relation till Caecilius Metellus och hans familj.
Iucundus efterlämnade dokument som tyder på att han avled  5 februari 62, i samband med vulkanen Pompejis utbrott, eftersom hans anteckningar slutar några dagar efter utbrottet.  De flesta anteckningarna hittades först år 1875 under ledning av den italienska arkeologen Giuseppe Fiorelli.
Anteckningarna ingick i hans calendarium, en trälåda där viktiga dokument förvarades. I hans calendarium hittades 151 trätavlor, mellan 10 och 14,5 cm breda och cirka 7 cm höga.